# یایلاجیک (آماسیه)
یایلاجیک (به ترکی استانبولی: Yaylacık) یک منطقهٔ مسکونی در ترکیه است که در آماسیه واقع شده‌است.